# Ninja

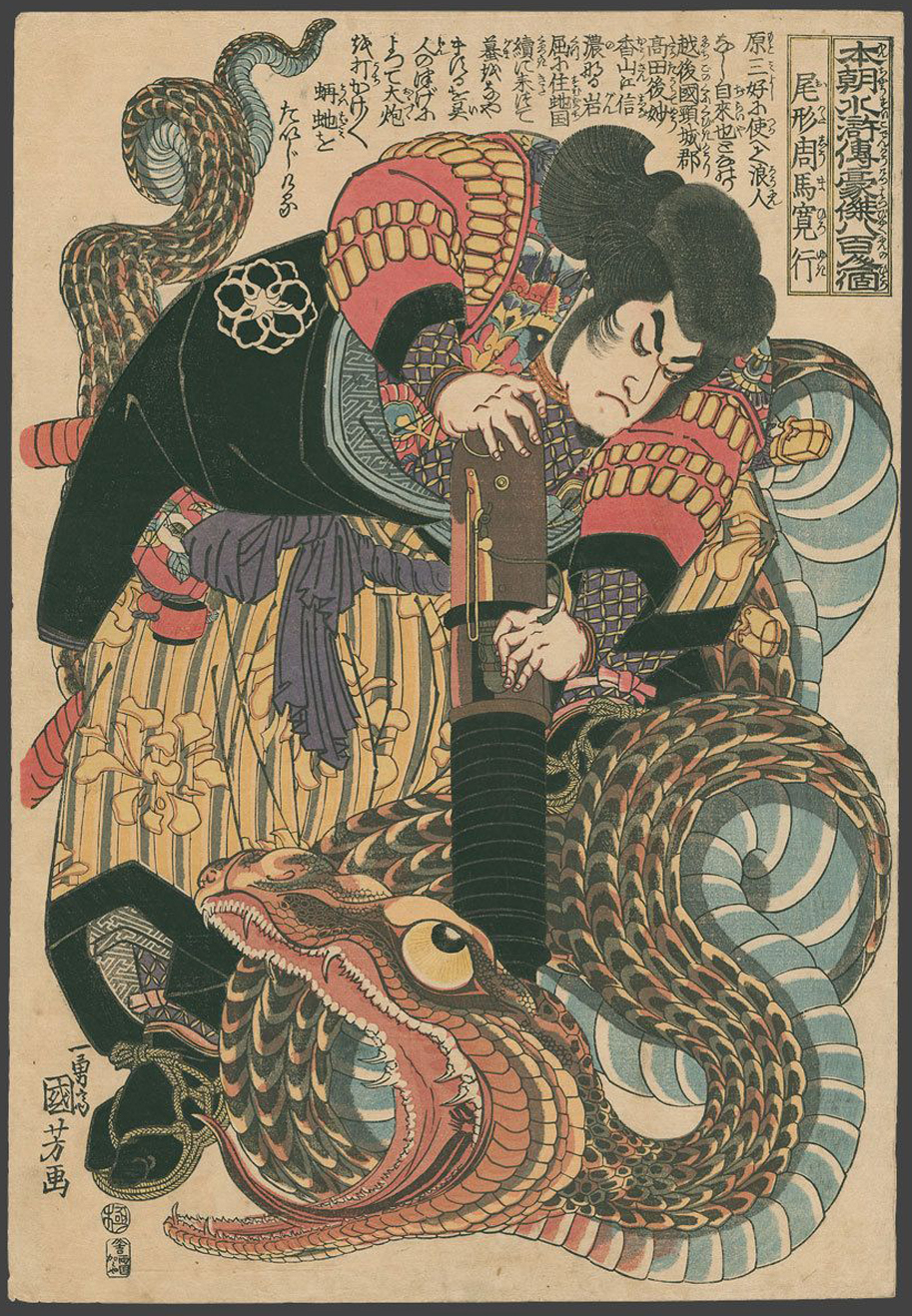
Jiraiya, ninja en hoofdpersoon uit het Japanse volksverhaal Jiraiya Goketsu Monogatari.

Een ninja (Japans: 忍者) is een van oorsprong Japanse krijger die met alle middelen en ware doodsverachting zijn taak probeert te volbrengen. Ninja's waren gespecialiseerd in spionage en het uitvoeren van gerichte aanslagen, in plaats van man-tegen-mangevechten op het slagveld. De ninja's waren vooral actief tussen de 12e en 19e eeuw, maar kenden hun gouden tijdperk halverwege de 16e eeuw. De vaardigheid van de ninja wordt ninjutsu genoemd. De ninja bezat een breed arsenaal aan wapens. Verder maakte hij ook gebruik van psychologie, illusies en handige hulpmiddelen.
Door hun bijzondere vermogens en de geheimzinnigheid waardoor ze werden omgeven spraken ninja's van oudsher tot de verbeelding. Ook in de moderne film- en popcultuur en in computerspellen komen vaak ninja's of ninjakunsten voor, bekend zijn bijvoorbeeld de serie computerspellen genaamd Ninja Gaiden.

## Naam
De naam ninja is een verzamelnaam voor een groot aantal krijgers die zich specialiseerden in spionage, informatie verzamelen en aanslagen uitvoeren. Oorspronkelijk hadden ze per regio van Japan of per taak die ze uitvoerden een andere benaming.
Voor het woord "ninja" bestaan er verschillende vertalingen:
- verborgen man
- agent
- spion
- geduldige man

De naam is een combinatie van de kanji “nin”, dat heimelijk betekent en “ja”, dat persoon betekent.

## Beeld

### Algemeen beeld in literatuur en oudere werken
De ninja's waren volgens verouderde bronnen een soort van antwoord op de samoerai. De samoerai waren een breed begrip. Van de ronin tot de "gewone" veldheren. De ninja was 'geboren' in de bergen. De boeren mochten geen vechtsport beoefenen en mochten absoluut niet laten blijken dat zij op een of andere manier weerstand konden bieden. Om deze redenen hebben mensen zich getraind in verschillende vechtkunsten en al deze vechtkunsten zijn samengekomen tot wat we tegenwoordig kennen als ninjutsu. Begin 15e eeuw deden de ninja's zoals men die tegenwoordig het beste kent hun intrede.
Ninja's werden in speciale gevechts- en camouflagetechnieken getraind, ook waren ze meesterlijke zwaardvechters en vaak erg bedreven boogschutters. Het sterkste punt van de ninja's was het onzichtbaar blijven voor de vijand. Ze bleven soms dagen verscholen voor hun slachtoffer, zodat niemand het besefte als ze toesloegen en ook weer geruisloos konden ontsnappen. De meest gebruikte manier van onzichtbaar blijven, was zichzelf onder de bevolking mengen en zo opgaan in de menigte.
Mensen die niet in de bergen woonden of helemaal niets te maken hadden met de cultuur van deze boeren, wisten helemaal niet dat die zich zo aan het bekwamen waren in deze vorm van vechten. Vanaf een jaar of vier werden kinderen al ingewijd in deze vorm van vechtkunst. De volwassen ninja's hebben zich zeer zwaar weten te verzetten tegen de samoerai, het keizerlijke leger. De ninja's waren zo succesvol dat zelfs de ronin en de heersende keizer de bergmensen, ofwel de ninja, in gingen huren voor clandestiene operaties. Veel krijgsheren beschouwden de ninja's echter als een bedreiging. Vaak zijn er pogingen ondernomen ze uit te roeien. Een bekend voorbeeld is Oda Nobunaga, die in 1579 in de regio Iga ninja’s opjoeg met zijn leger.
De ninja's hebben zich altijd weten te hullen in een vorm van mystiek. Zij hielden hun vechtkunsten zorgvuldig geheim voor de buitenwereld. Zelfs nu is er erg weinig bekend over de originele ninja en of deze nog steeds bestaat in de hedendaagse Japanse cultuur.

### Accurater beeld volgens recenter onderzoek

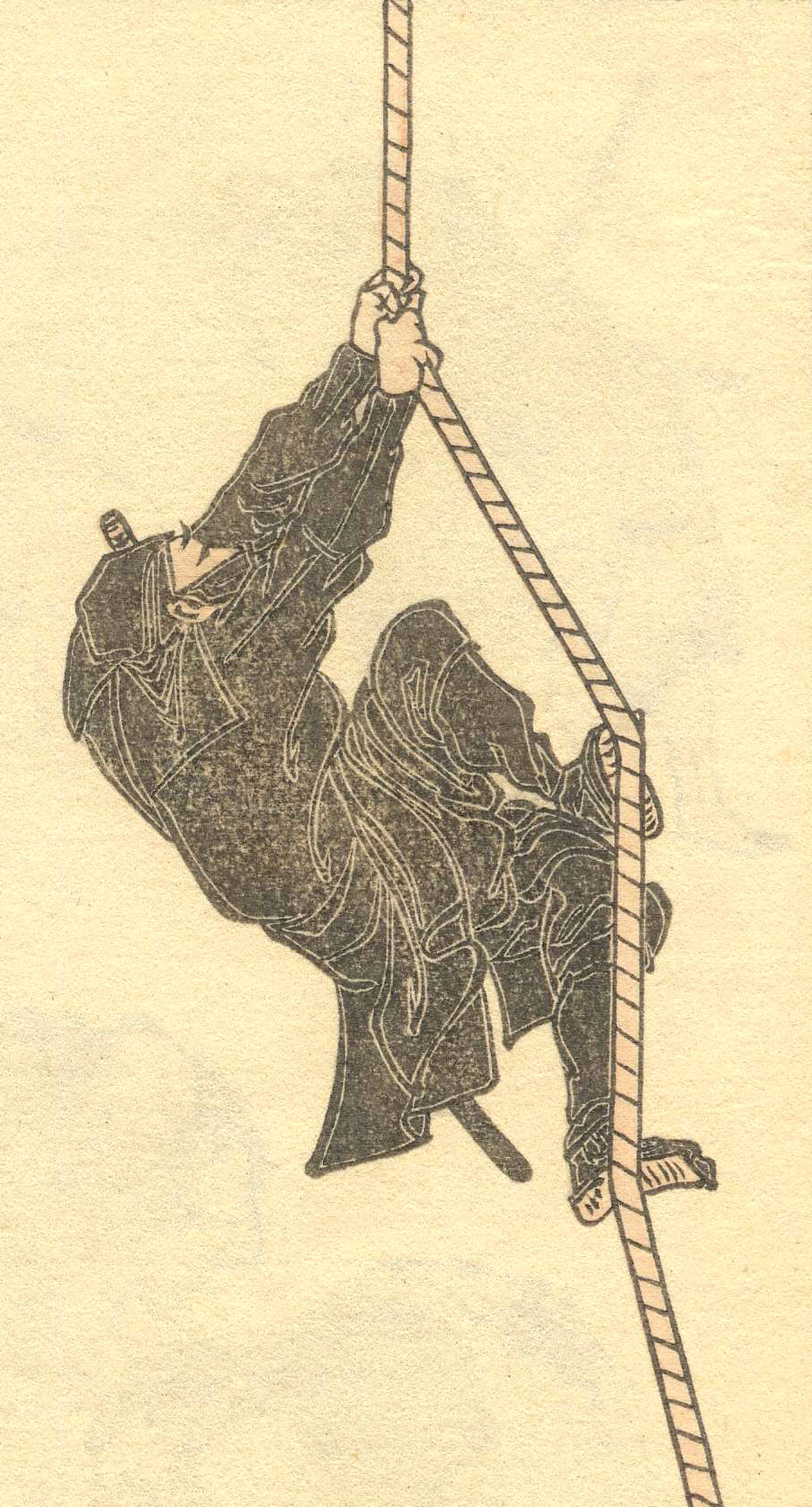
Tekening van een Ninja, geschilderd door de beroemde kunstenaar Katsushika Hokusai.

Het algemene beeld dat mensen van ninja's hebben, is echter lang niet altijd correct. Dit beeld is mede gevormd door de entertainmentindustrie tijdens de ninjaboom van de jaren 70 en vooral 80 van de 20e eeuw. De eerste keren dat de wereld met ninja's kennismaakte ("You Only Live Twice" en "Shinobi no Mono"), maakte de ninja iets los. Het bracht het een en ander op gang en zo werden er meer en meer films gemaakt met het thema "ninja". Omdat mensen die echt ninjutsu trainden toen nog dun gezaaid waren, werd gebruikgemaakt van beoefenaars van andere krijgskunsten en vechtsporten. Vooral uit de hoek van Karate (Kosugi Shō, Yamashita Tadashi, ...) en Kungfu werden deze gerekruteerd. Zij gaven evenwel een verkeerd beeld van de ninja. De bewegingen die de filmninja's maakten hebben niets gemeen met de traditionele Japanse stijlen, waaronder ook Ninjutsu. Historische correctheid was niet van belang in de filmwereld en het publiek wilde spektakel, wat ze ook duidelijk kregen.
Ninja's waren lang niet altijd boeren, noch een "antwoord op de samoerai". Veeleer maakten nagenoeg alle ninja's zelf deel uit van de samoeraiklasse. Zij alleen hadden de tijd en de middelen om zich in krijgskunsten te oefenen tot een hoog niveau. Ze trokken zich terug in onherbergzame gebieden, zoals de beroemde regio's "Kōka" -foutief ook wel aangeduid met de recentere term "Kōga" - en Iga, alsook het minder bekende schiereiland "Kii". Hier kwamen ze in contact met de eveneens in de kinderschoenen staande boeddhistische sekte van de bergmonniken, de yamabushi of shugenja. De uitwisseling van kennis maakte van de ninja een overlevingskunstenaar en van de shugenja een krijgsmonnik.
In media worden ninja's vrijwel altijd afgebeeld in een donker kostuum dat het gehele lichaam bedekt, met een masker dat alleen de ogen zichtbaar laat. Dit kostuum is echter grotendeels het product van fictie. In werkelijkheid droegen ninja's alledaagse kleding om zich zo onopvallend te kunnen mengen tussen de menigte. Als ze een vijandig bolwerk moesten binnendringen, deden ze dit bij voorkeur door zich voor te doen als iemand die daar thuishoorde en zo gewoon naar binnen te wandelen, in plaats van te proberen ongezien binnen te glippen via bijvoorbeeld een muur of raam (wat in populaire media wel wordt neergezet als de standaard werkwijze van ninja’s). Alleen voor missies in het donker droegen ze speciale kleding. Deze was echter niet zwart, maar een soort donkerblauw. Het zwarte kostuum dat men tegenwoordig vaak als standaard kleding voor de ninja ziet is in werkelijkheid afkomstig uit het Kabukitheater, waarin het gedragen wordt door de Kuroko.
In films maken ninja's vaak gebruik van een soort kleine rookbommen om snel een rookgordijn te leggen en zo te ontsnappen. Echte ninja's maakten weliswaar gebruik van rook om ongezien rond te kunnen sluipen, maar de kleine rookbommen uit films bestonden niet echt. In werkelijkheid gebruikten de ninja's rookpotten die vooraf moesten worden neergezet en aangestoken.
Wapens als sai (een paar overmaatse vorkachtige slagstokken), tonfa (rijststampers; houten slagstokken, lijkende op de typische Amerikaanse politieknuppel met de zijvertakking), kama (sikkelpaar) en nunchaku (rijstvlegel; wurg- en slagwapen, twee stokken aan een ketting) worden vaak als typische ninjawapens gezien. In werkelijkheid waren dit geen wapens van Japan, maar van Okinawa/Koninkrijk Riukiu en China (zie ook: kobudo). In het oude Japan kenden noch samurai (en dus ook geen ninja's), noch boeren dit soort wapens. Tevens was het niet zo dat ninja's vasthielden aan traditionele wapens en hulpmiddelen. Net de ninja's stonden erom bekend regelmatig te experimenteren met nieuwe wapens en technieken. Via observatie en experimenteren kwamen ze met nieuwe technieken en wapens aanzetten.

## Achtergrond

### Wapens
Shinobi-Gatanaook bekend als ninjatō, ninjaversie van het samoeraizwaard. Dit was minder krom en lang dan de gebruikelijke zwaarden in die periode. Het werd echter wel in een schede geplaatst die langer was dan het zwaard zelf, om de tegenstander op het verkeerde been te zetten. Het kortere zwaard kon namelijk sneller getrokken worden dan de langere zwaarden en was gemakkelijker mee te nemen. Er bestaan geen specifieke kenmerken waaraan het zwaard moest voldoen, daar bijna elk zwaard voor de drager zelf gesmeed werd, en dus aan hem aangepast was. Bovendien was het voor niet-samoerai verboden wapens te bezitten, waardoor ninja's hun zwaarden vaak illegaal moesten laten smeden door plattelandssmeden.
Shurikenof werpsterren.
Shikoro kendun zaagzwaard met twee zaagzijden.
Kusarigama (kettingsikkel)een sikkel aan een ketting, die geworpen kon worden van korte afstand.
Makibishieen voorloper van de kraaienpoot
Kyoketsu Shogeeen lang koord met aan de ene kant een ring en aan de andere kant een mes met een zijhaak
Shuko/tekagimetalen handschoenen met lange klauwen. Konden ook worden gebruikt als hulpmiddel voor het beklimmen van muren.
Neko-temetalen klauwen die aan de vingertoppen konden worden bevestigd
Tekkeneen soort boksbeugels, soms voorzien van scherpe punten
Hibashiwapens gebaseerd op de traditionele eetstokjes. Vaak van metaal.
Teppōvuurwapens
Fukiyablaaspijp met gifpijlen
Tantōde mesversie van de Katana (het wapen waarmee men harikiri pleegde)
Kunaikleine, lichte messen, die eventueel gegooid konden worden met een typische ruitvorm van opzij gezien
Katanaeen klein en dun, maar vlijmscherp zwaard dat zowel door de ninja als door de samoerai wordt gebruikt. Het werd echter alleen door ninja's gebruikt als die ook samoerai waren.

### Andere hulpmiddelen

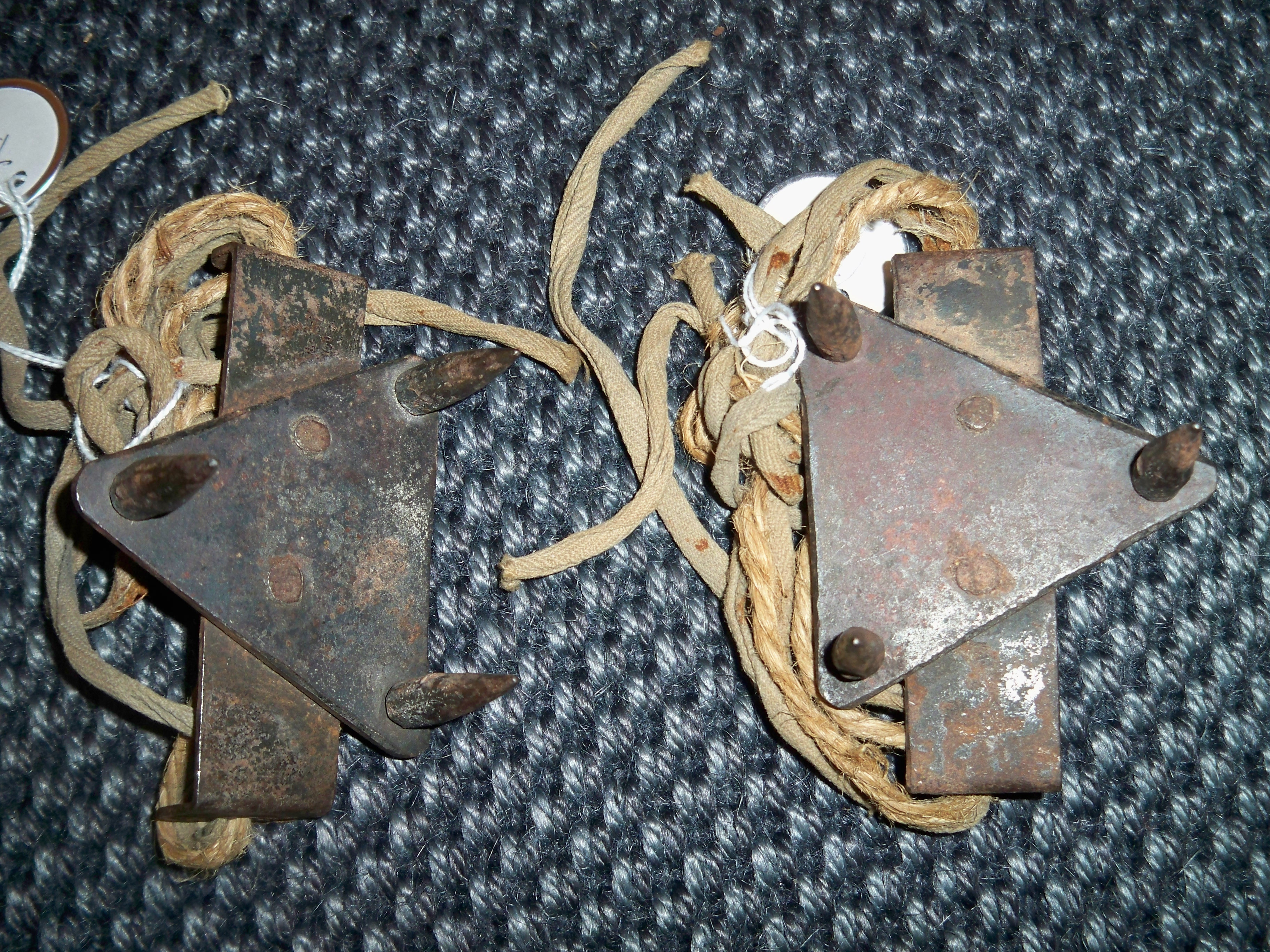
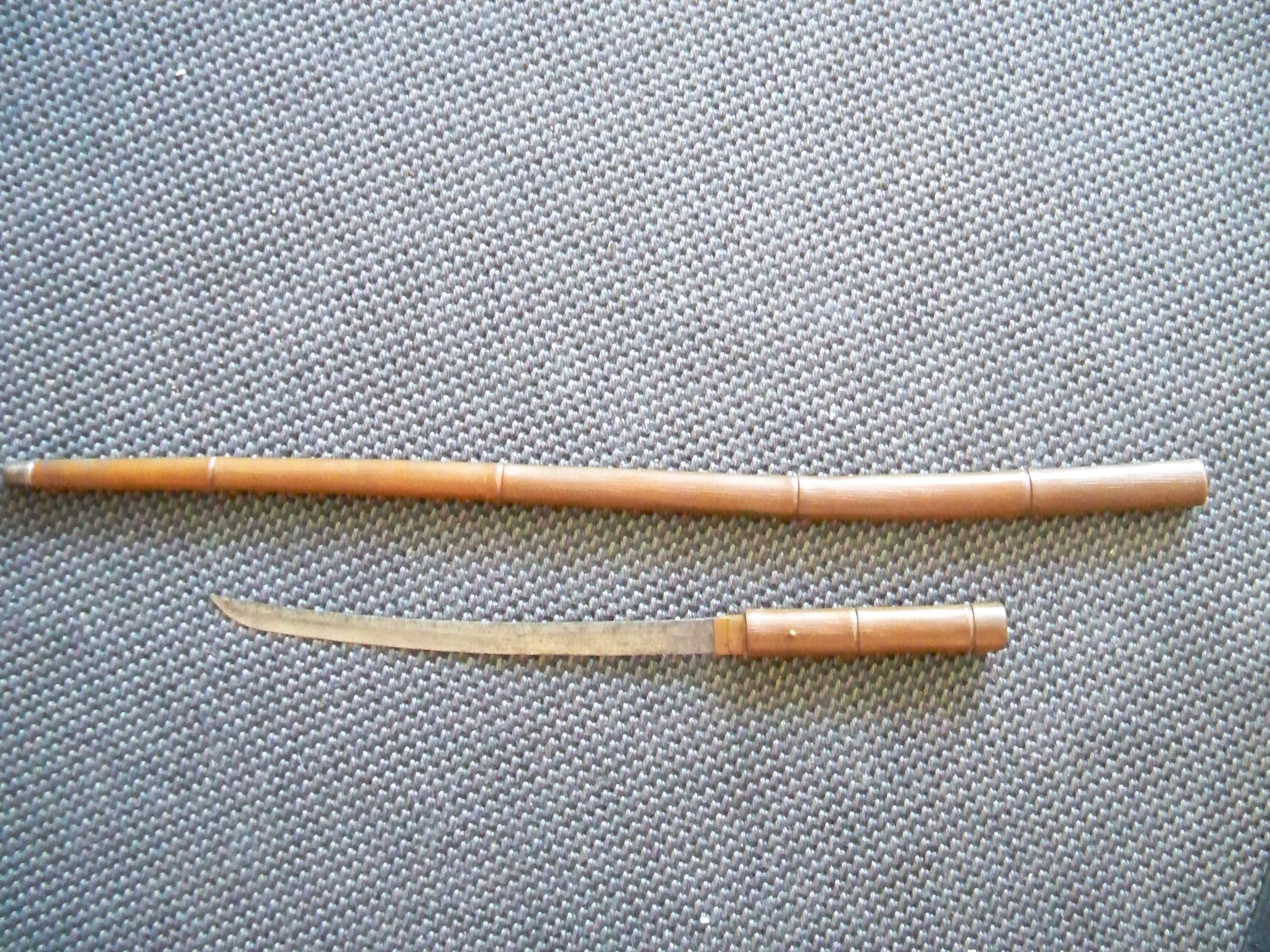
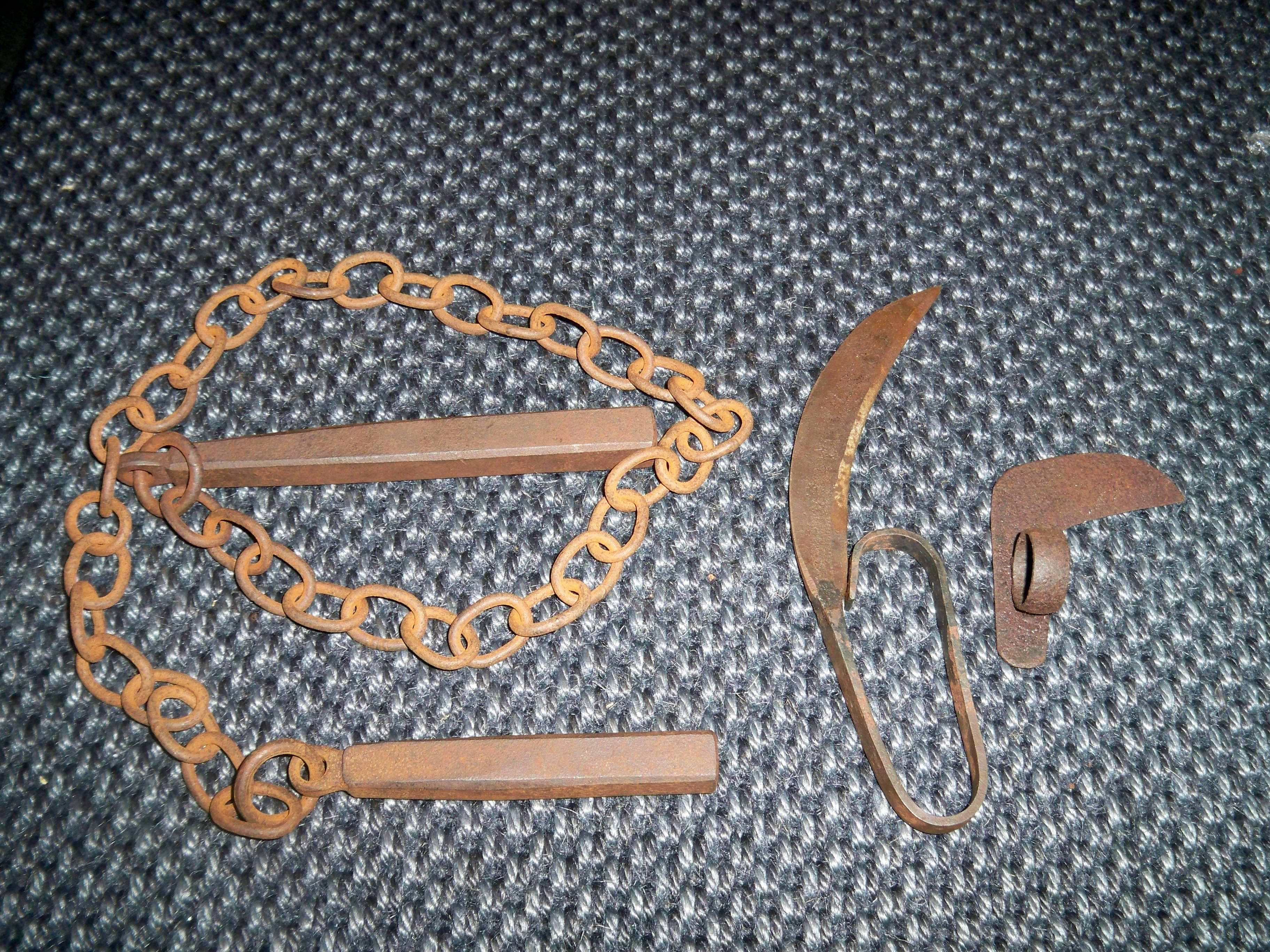
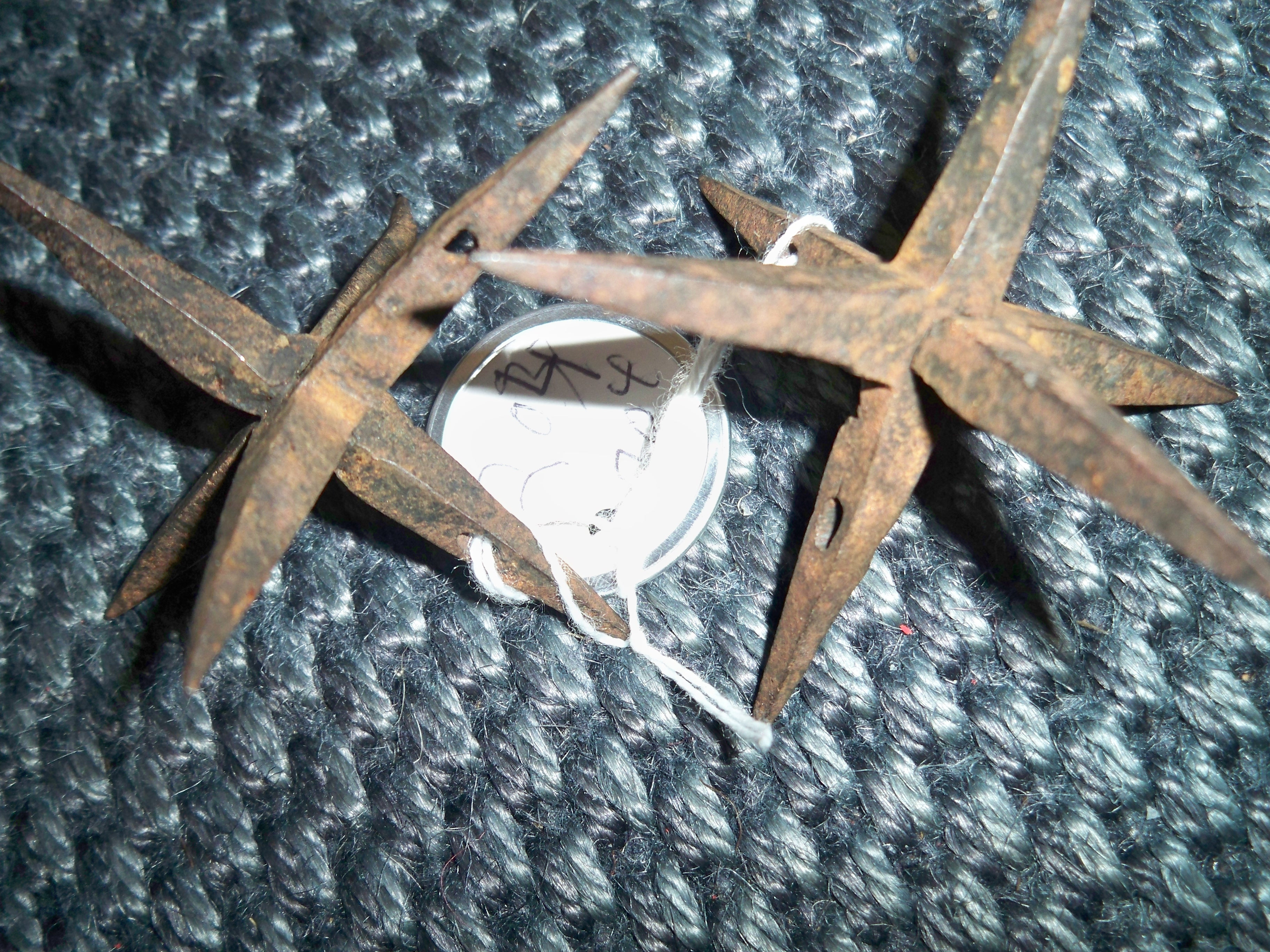
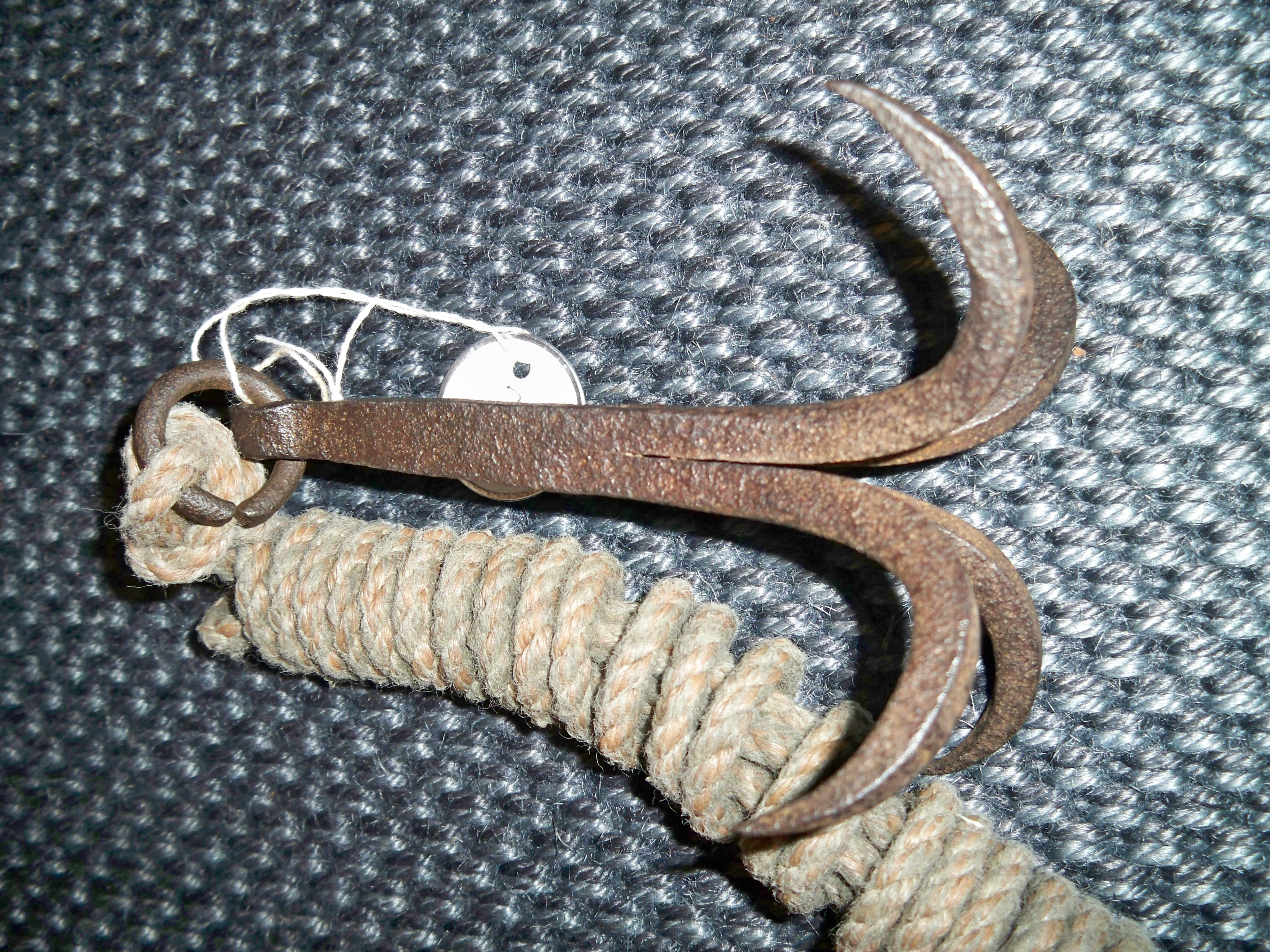
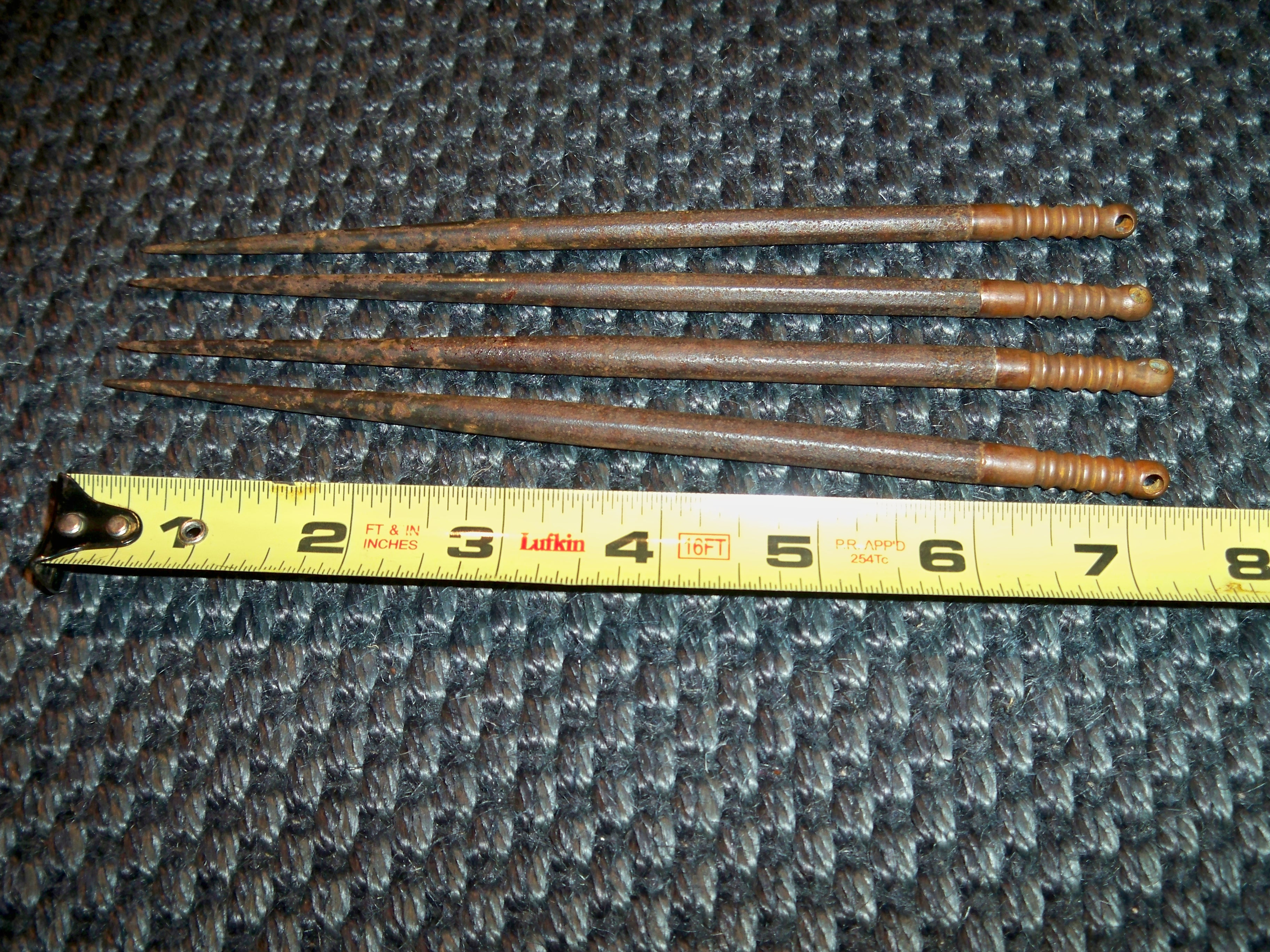
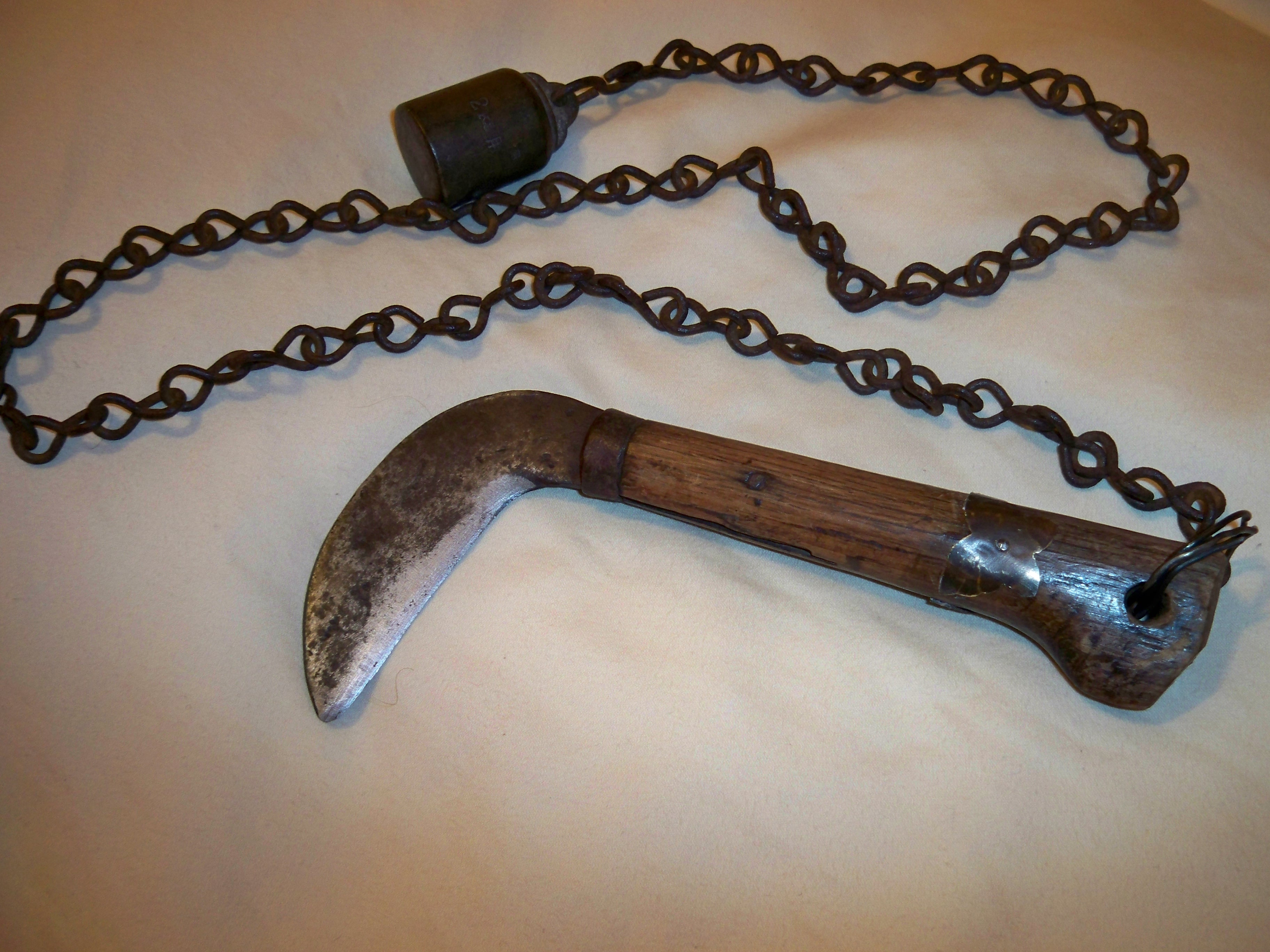
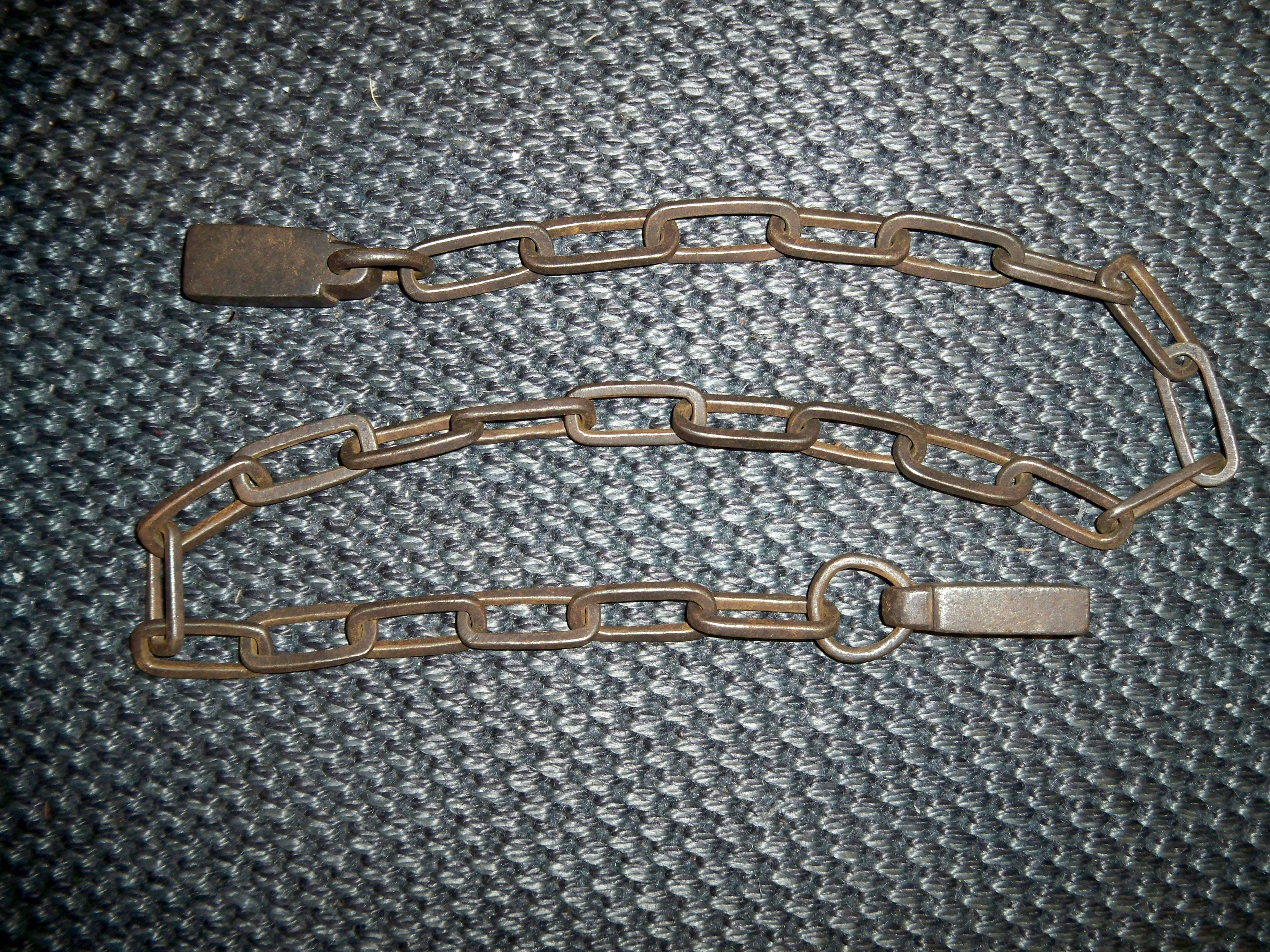
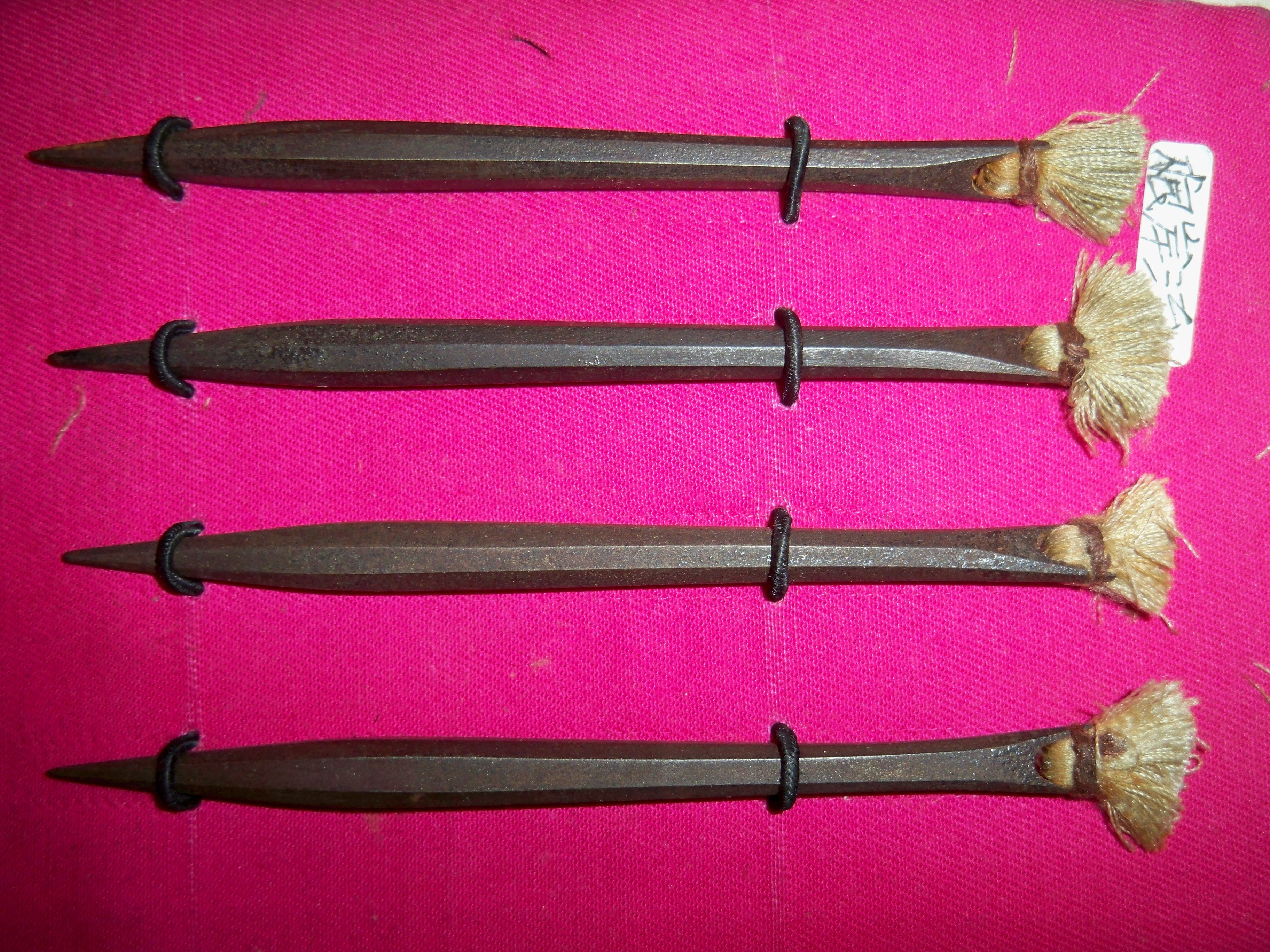
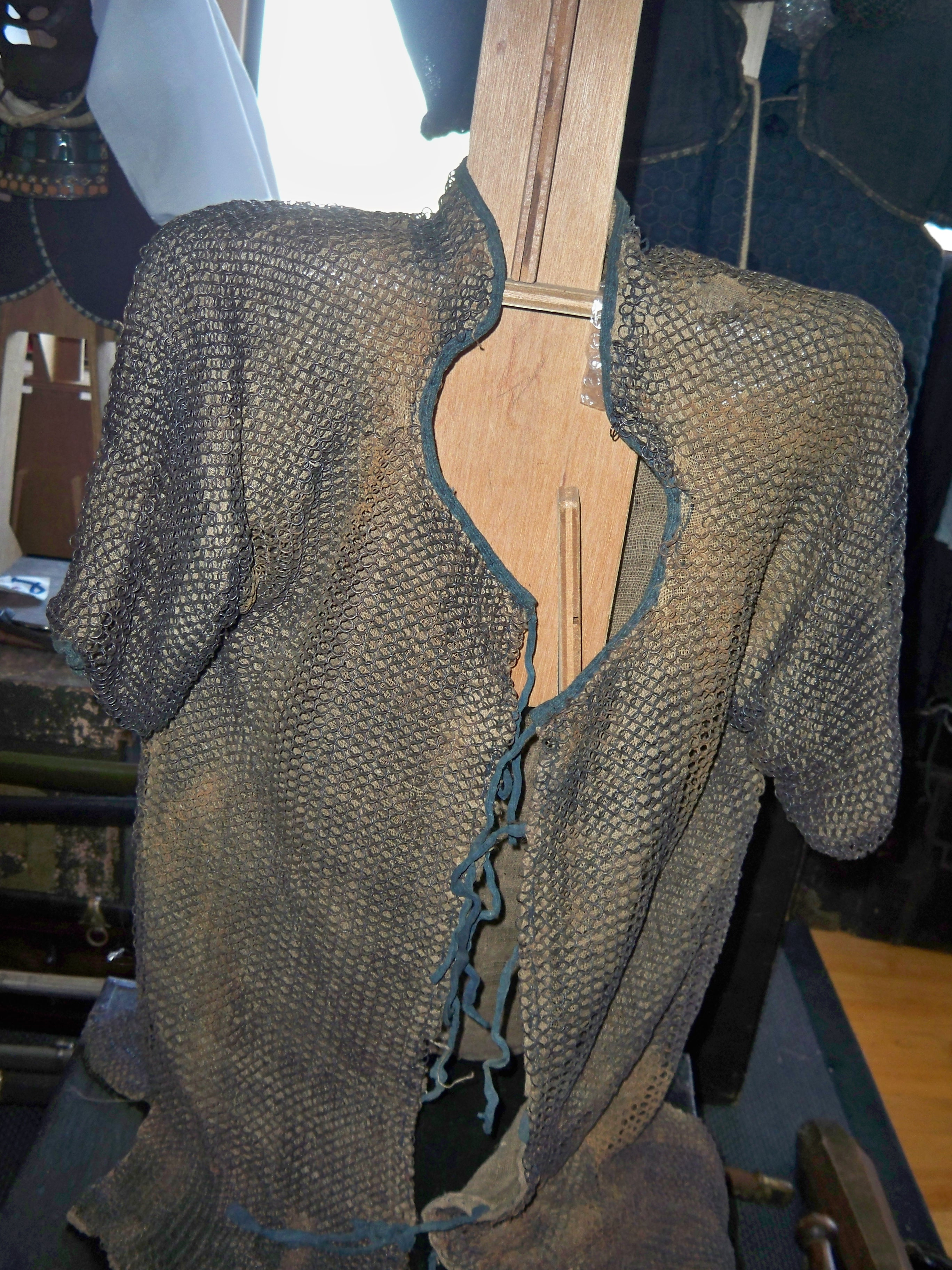
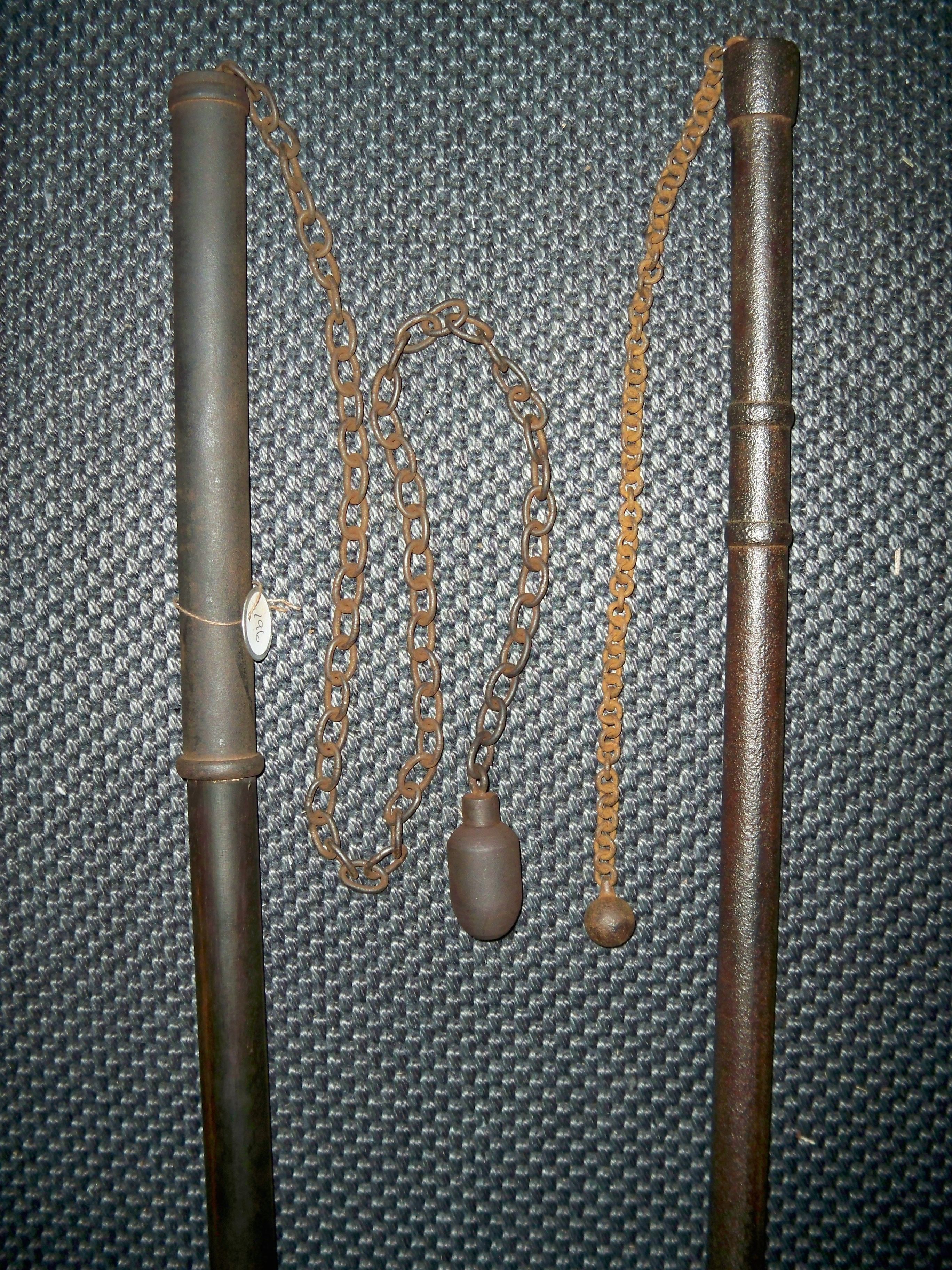
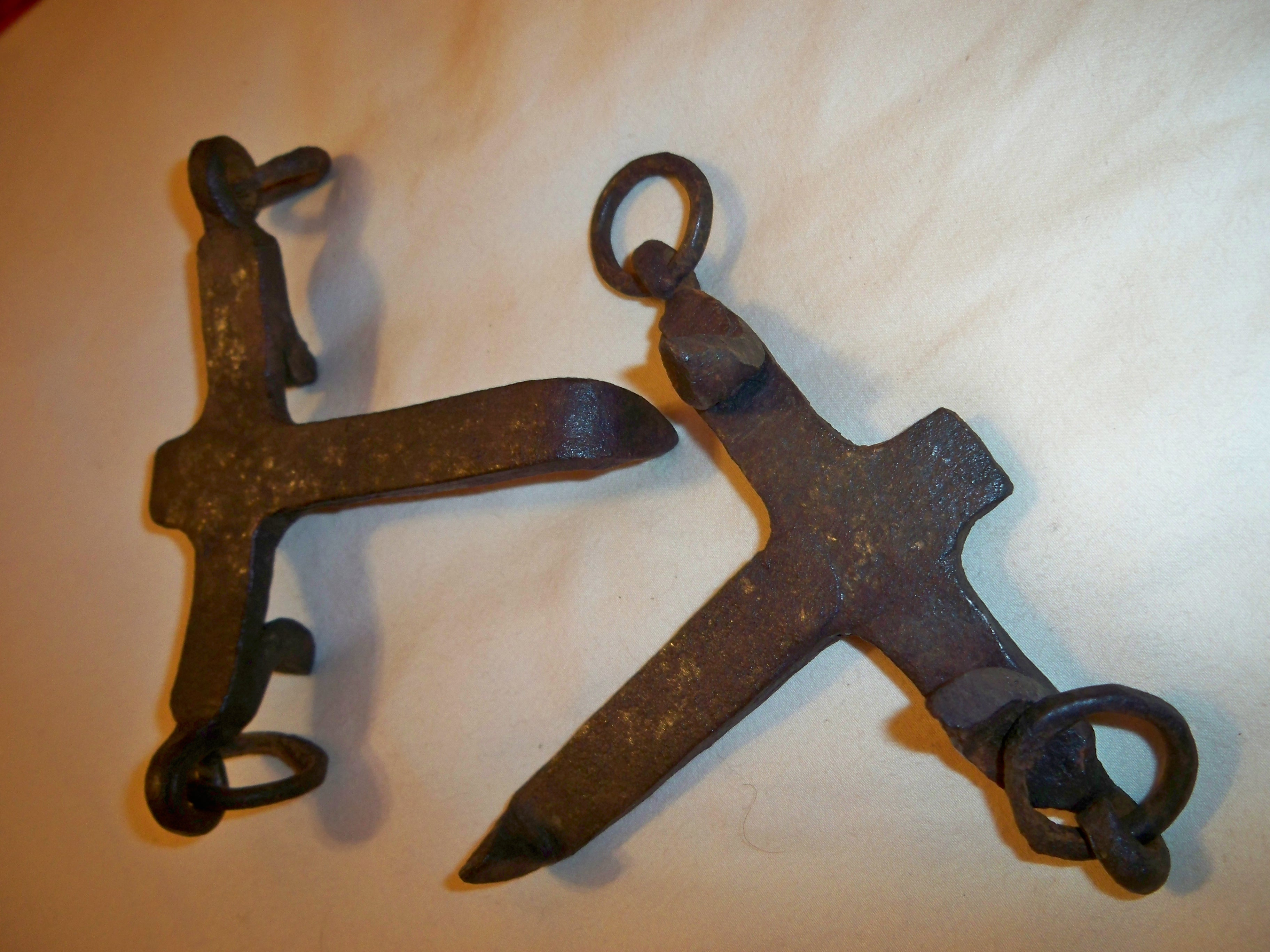

Kusari-katabiraeen vest dat was aangepast om bescherming te bieden tegen wapens, maar lichter en minder lawaaiig was om te dragen dan de bekende maliënkolder.
Kagi-nawaeen touw met enterhaak.
Kasaeen strohoed bedoeld ter bescherming tegen de felle zon. Tevens konden wapens als kleine messen in de hoed worden verborgen.
Kusurieen verzamelnaam voor een reeks chemische componenten voor verschillende doelen, zoals het verjagen van insecten of om bloed sneller laten stollen.
Goshiki-mairijst bedoeld om een spoor achter te laten voor medeninja’s.
Mizu-gumospeciale schoenen die mogelijk als voorloper dienden van de hedendaagse sneeuwschoenen. Helemaal zeker is dit echter niet.

### Technieken
Ninja's maakten reeds gebruik van psychologische oorlogsvoering. Zo waren ze getraind om de emoties van hun tegenstander in te kunnen schatten en hierop in te kunnen spelen. Tevens waren ze, voor nachtelijke missies, erop getraind om te kunnen bepalen of iemand echt sliep, of slechts deed alsof door te luisteren naar de toon en regelmaat van de ademhaling en het gesnurk.
Om in het donker goed te kunnen zien, trainden ninja's hun ogen op het snel kunnen wisselen tussen donker en licht.
Ninja's moesten goed op hun gewicht letten gezien hun taken. Het ideale gewicht was dat van een volle zak rijst; ongeveer 60 kilogram. Hun dieet bestond voornamelijk uit aromavrije voeding zodat hun lichaamsgeur hen niet zou verraden. Zo vermeden ze bijvoorbeeld uien en knoflook. Favoriet voedsel was de umeboshi (zure pruimen), kata-yaki (droge biscuits die lang houdbaar waren), gedroogde rijst en wilde planten en vruchten.
Ninja's konden tevens gebruikmaken van meditatie en zelfhypnose om bijvoorbeeld hun hartslag of ademhaling te verlagen, zodat ze minder lawaai maakten.

## Beroemde (vermoedelijke) ninja's
- Hattori Hanzō, die later een van de lijfwachten van de shōgun Tokugawa Ieyasu werd (Iga Ninja)
- Fujibayashi Nagato
- Fujibayashi Yasutake
- Momochi Sandayu
- Ishikawa Goemon (de enige beroemde ninja die geen samoerai was, voor zover bekend), die al tijdens zijn leven bekendstond en tegenwoordig in verhalen verder leeft als een soort Japanse Robin Hood.

## Beroemde missies
- Tijdens de Sengoku Jidai, de tijd van de burgeroorlogen (1555-1600), kenden de ninja's hun hoogtepunt en werden zij het meest ingezet.
- Shimabara no ran, de slag van Shimabara (1637-1638). Hier streden de Japanse christenen en heren van het schiereiland Shimabara om meer rechten. Zij werden bespioneerd door enkele ninja's van de shogun, maar konden deze verschalken. Het was het laatste grote optreden van de ninja's.
- De inbraak in de kajuit van Commodore Matthew C. Perry in 1853. De ninja trachtte belangrijke documenten te stelen uit de kajuit van het zwarte schip, maar slaagde hier maar gedeeltelijk in. In plaats van documenten stal de ninja waardeloze gedichten en teksten van drinkliederen.

## Ninja/ninjutsu in de 20e eeuw
Heden ten dage bestaan er geen ninja's meer. Zij vonden hun definitieve einde samen met de samoerai in de tweede helft van de 19de eeuw. Sommigen beweren wel dat ze ninja zijn, maar het trainen van ninjutsu maakt iemand nog geen ninja.
Desondanks zijn er nog sporen te vinden naar nakomelingen van deze krijgers.
- Fujita Seiko (°13/08/1899, +4/01/1966): deze uitmuntende krijgskunstenaar beweerde bij hoog en bij laag de "Kōga Ryū" te vertegenwoordigen. Dat hij werkelijk een laatste telg was van een ninja-familie, die zijn kunst nog werkelijk beheerste mag echter sterk in twijfel worden getrokken.
- Takamatsu Toshitsugu (°10/03/1887; +2/04/1972): eveneens uitmuntend krijgskunstenaar. Hij was Soke van drie ninjutsu-scholen, alsook menige samoeraischool en heeft zelfs titels behaald in Chinese stijlen.
- Hatsumi Masaaki (°2/12/1931): leerling van Takamatsu Sensei en diens opvolger. Hij richtte de organisatie "Bujinkan" op waarmee hij tracht het erfgoed van zowel samoerai als ninja te verspreiden.
- Tanemura Shoto (°28/08/1947): verwant van Hatsumi Masaaki en diens concurrent. Hij richtte de organisatie "Genbukan" op met hetzelfde doel.
- Manaka Unsui (°14/12/1945): concurrent van beide voorgaande heren, leerling van Hatsumi sensei. Hij richtte de organisatie "Jinenkan" op met hetzelfde doel.

## Ninja in media
Ninja's werden reeds in de 19e eeuw gebruikt in een aantal kabuki-stukken en boeken. Hierin waren ze eigenlijk altijd de antagonisten of op z’n best antihelden.
De populariteit van ninja's in media begon begin 20e eeuw, toen een reeks stripverhalen werd gepubliceerd over het ninjaduo Sarutobi Sazuke en Kirigakure Saizo. In deze verhalen waren ninja’s voor het eerst de helden. Het duo werd bedacht door een groep schrijvers die onder de collectieve naam Sekka Sanjin samenwerkten.
De strips spraken tot de verbeelding van veel mensen, en andere schrijvers begonnen het idee van de heldhaftige ninja over te nemen. Er verschenen een groot aantal boeken over ninja’s. Daarna begonnen ze hun intrede te doen in de filmwereld. Het westerse publiek maakte voor het eerst kennis met ninja's in de James Bondfilm You Only Live Twice. Marvel Comics en DC Comics speelden in op de populariteit door ninja’s en ninjutsu te koppelen aan enkele van hun bekende personages, zoals Daredevil en Batman. De jaren 70 en jaren 80 van de 20e eeuw worden gezien als het gouden tijdperk van de ninja's in media.
Ook in de televisiewereld werd ingespeeld op de populariteit van ninja’s , waaronder met anime en tokusatsu-producties.